# بوربالا توث هارساني
بوربالا توث هارساني (بالمجرية: Tóth-Harsányi Borbála)‏ (من مواليد 8 أغسطس 1946 في دبرتسن) هي لاعبة كرة يد مجرية سابقة.

## روابط خارجية
- بوربالا توث هارساني على موقع اللجنة الأولمبية الدولية (الإنجليزية)
- بوربالا توث هارساني على موقع أوليمبيديا (الإنجليزية)
- بوربالا توث هارساني على موقع اللجنة الأولمبية المجرية (الهنغارية)

- نبذة عن أولمبياد قاعدة البيانات نسخة محفوظة 21 يناير 2013 at Archive.is [ رابط ميت دائم ][ رابط ميت دائم ]